# Landkreis Cham
Landkreis Cham [kaːm] är ett distrikt (Landkreis) i Oberpfalz i det tyska förbundslandet Bayern. Huvudorten är Cham.

## Geografi
Delar av bergstrakterna Oberpfälzer Wald och Bayerischer Wald ligger inom distriktet. Bergstrakterna delas här av ett bredare lågland. Floden Regen flyter från södra distriktsgränsen till västra gränsen.

## Ekonomi
Ekonomin kännetecknas av en stor mångfald med större industrianläggningar, småföretagare och hantverkare. En av de äldre sysselsättningarna är skogsbruk.